# Karla Peijs
Karla Maria Henriëtte Peijs (ur. 1 września 1944 w Tilburgu) – holenderska polityk, w latach 2003–2007 minister transportu, deputowana do Parlamentu Europejskiego III, IV i V kadencji.

## Życiorys
Studiowała socjologię i ekonomię na Uniwersytecie w Nijmegen i na Wolnym Uniwersytecie w Amsterdamie. Od 1982 do 1989 był radną prowincji Utrecht. Od 1985 do 1989 pracowała jako nauczyciel na Uniwersytecie w Utrechcie. Zaangażowała się w działalność centroprawicowego Apelu Chrześcijańsko-Demokratycznego, od początku lat 80. zajmowała stanowiska w administracji partyjnej. Pełniła też szereg funkcji w organizacjach społecznych i instytucjach komunalnych.
W 1989, 1994 i 1999 była wybierana do Parlamentu Europejskiego III, IV i V kadencji. W PE zasiadała w grupie chadeckiej, pracowała m.in. w Podkomisji ds. Walutowych (w tym w latach 1994–1997 jako jej wiceprzewodnicząca), a także w Komisji Polityki Regionalnej, Transportu i Turystyki.
Z mandatu zrezygnowała w związku z objęciem 27 maja 2003 stanowiska ministra transportu. Urząd ten sprawowała do 22 lutego 2007 w ramach drugiego i trzeciego rządu, którymi kierował Jan Peter Balkenende. Od 21 do 26 września 2006 pełniła czasowo obowiązki ministra budownictwa, planowania przestrzennego i ochrony środowiska. Z rządu odeszła w związku z objęciem (1 października 2007) urzędu królewskiego komisarza (Commissaris van de Koningin) w prowincji Zelandia, który sprawowała do 2013.
Odznaczona Orderem Oranje-Nassau (2007).